# Sanduicheira
Sanduicheira elétrica

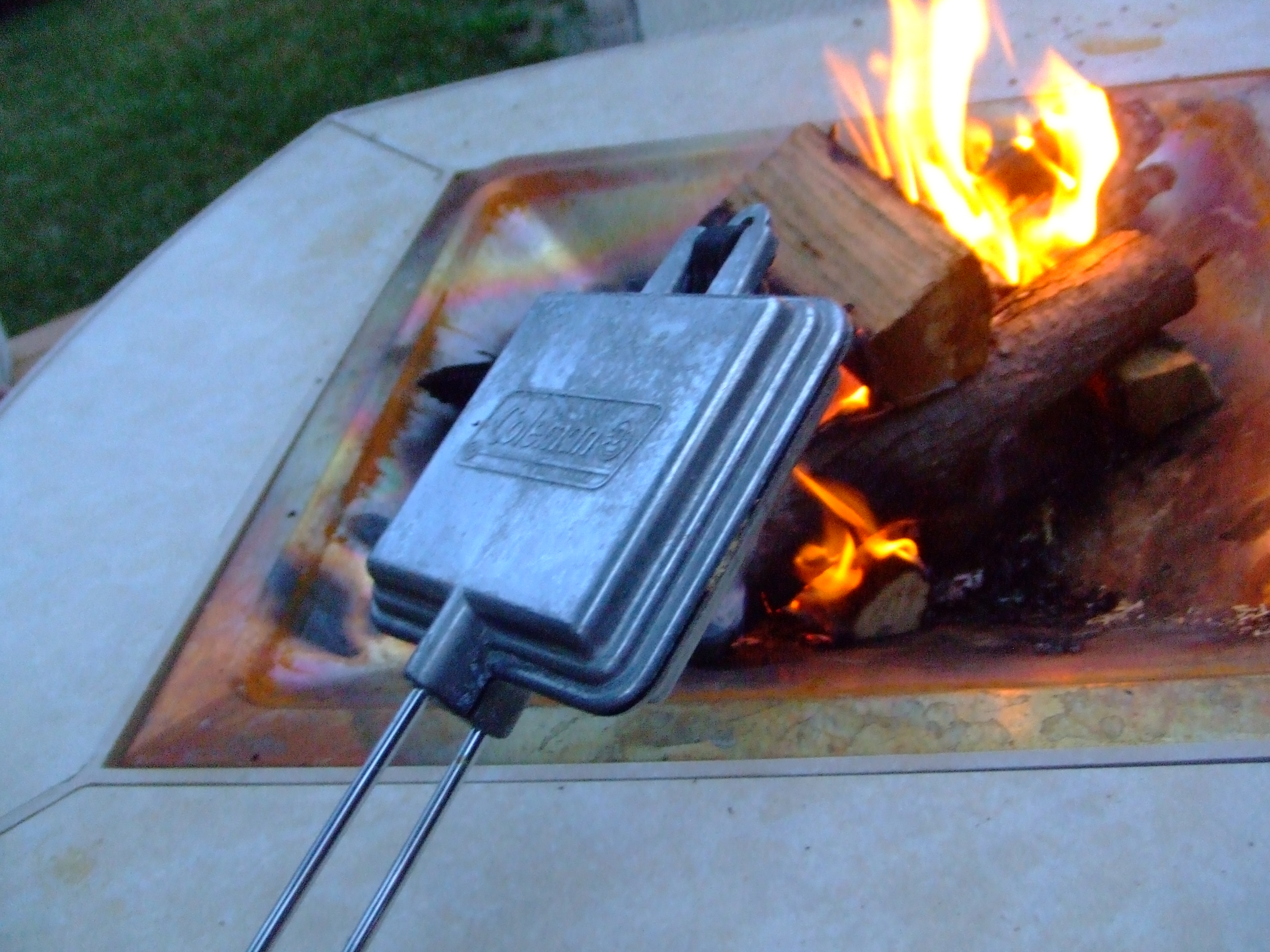
Sanduicheira manual

Uma sanduicheira é um aparelho de cozinha usado para assar sanduíches. Geralmente consiste em duas chapas unidas por uma dobradiça, colocando o sanduíche entre elas para assá-lo. A sanduicheira manual, também conhecida como sanduicheira de fogão, é normalmente de ferro fundido ou alumínio e funciona pelo calor da boca acesa do fogão. A sanduicheira elétrica funciona a base da eletricidade.

## Origem
Nos Estados Unidos, a Tostwich é possivelmente a primeira sanduicheira, datada de antes de 1920. No entanto, não foi patenteada até 3 de março de 1925 (solicitada em 26 de maio de 1924). Foi inventada por Charles Champion, cujas outras invenções incluem uma máquina de estourar milho para a produção em massa de pipoca.
A sanduicheira original da marca Jaffle foi projetada e patenteada em 1949 pelo Dr. Earnest Smithers de Bondi, Austrália.